# Claude Goudimel

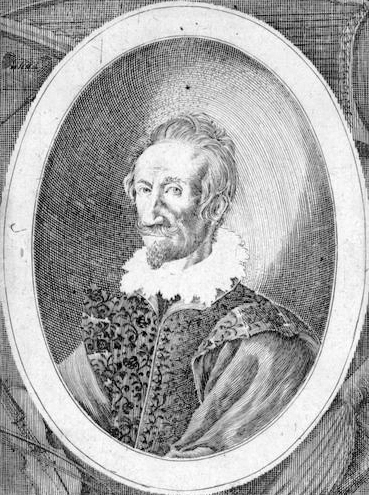
Claude Goudimel.

Claude Goudimel, född omkring 1505, död 24 augusti 1572, var en fransk tonsättare.
Goudimel skrev flerstämmiga vokalverk, främst en mängd franska chansons men även mässor, motetter, med mera, där han överglänste sina samtida franska tonsättare. Clément Marot och Theodor Bezas hugenottpsaltare lät han behandla för fyrstämmig sång, ett verk som fortfarande med små förändringar fortfarande används i reformerta kyrkor.